# Чемпионат мира по волейболу среди женских клубных команд 2017
11-й чемпионат мира по волейболу среди женских клубных команд прошёл с 9 по 14 мая 2017 года в Кобе (Япония) с участием 8 команд. Чемпионский титул во 2-й раз в своей истории выиграла турецкая команда «Вакыфбанк» (Стамбул).

## Команды-участницы
«Хисамицу Спрингс» (Кобе, Япония) — команда-организатор турнира;
 «Вакыфбанк» (Стамбул, Турция) — победитель Лиги чемпионов ЕКВ 2017;
 «НЭК Ред Рокетс» (Кавасаки, Япония) — победитель чемпионата Азии среди клубных команд 2016;
 «Рексона-Сеск» (Рио-де-Жанейро, Бразилия) — победитель чемпионата Южной Америки среди клубных команд 2017;
 «Эджзаджибаши» (Стамбул, Турция) — по приглашению организаторов;
 «Динамо» (Москва, Россия) — по приглашению организаторов;
 «Волеро» (Цюрих, Швейцария) — по приглашению организаторов;
 «Нестле-Озаску» (Озаску, Бразилия) — по приглашению организаторов.

## Система проведения чемпионата
8 команд-участниц на предварительном этапе были разбиты на две группы. 4 команды (по две лучшие из групп) вышли в плей-офф и по системе с выбыванием определили призёров чемпионата. По такой же системе итоговые 5—8-е места разыграли команды, занявшие в группах предварительного раунда 3—4-е места.
Первичным критерием при распределении мест в группах являлось общее количество побед, затем общее количество очков, соотношение выигранных и проигранных партий, соотношение мячей, результаты личных встреч. За победы со счётом 3:0 и 3:1 команды получали по 3 очка, за победы 3:2 — по 2, за поражения — 2:3 — по 1, за поражения 0:3 и 1:3 очки не начислялись.

## Игровая арена

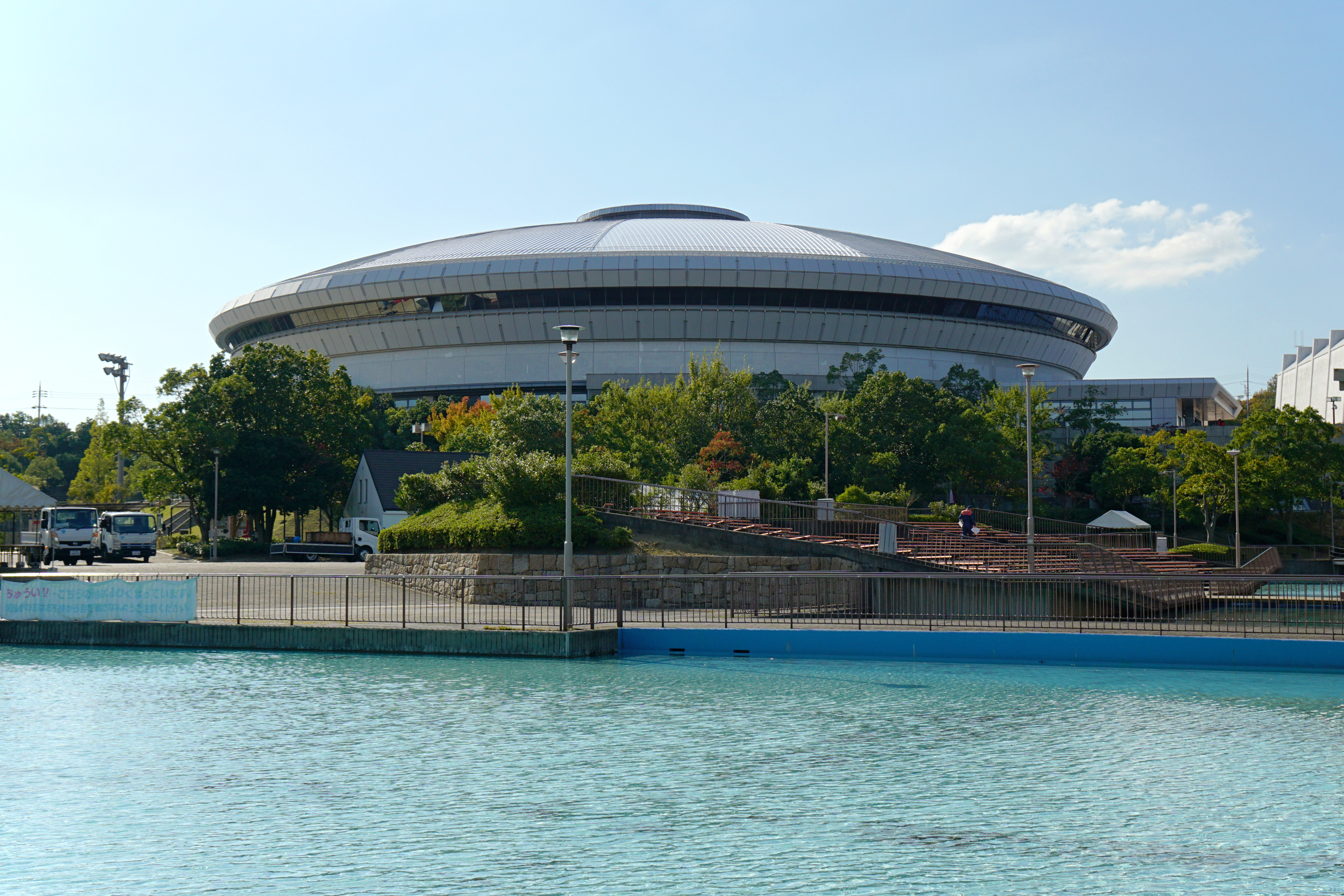
Kobe Green Arena

Чемпионат мира проходил в крытой спортивной арене «Kobe Green Arena», расположенной в южной части Кобе (район Сума). 
Арена открыта в 1993 году и входит в состав городского спортивного парка. Вместимость — 6 тысяч зрителей. В 2008 принимала один из групповых этапов волейбольного Гран-при.

## Предварительный этап

### Группа A
| М | Команда            | 1   | 2   | 3   | 4   | И | В | П | С/П | О |
| - | ------------------ | --- | --- | --- | --- | - | - | - | --- | - |
| 1 | «Вакыфбанк»        |     | 3:1 | 3:0 | 3:0 | 3 | 3 | 0 | 9:1 | 9 |
| 2 | «Рексона-Сеск»     | 1:3 |     | 3:1 | 3:1 | 3 | 2 | 1 | 7:5 | 6 |
| 3 | «Динамо»           | 0:3 | 1:3 |     | 3:0 | 3 | 1 | 2 | 4:6 | 3 |
| 4 | «Хисамицу Спрингс» | 0:3 | 1:3 | 0:3 |     | 3 | 0 | 3 | 1:9 | 0 |

9 мая
«Вакыфбанк» — «Динамо» 3:0 (25:22, 25:19, 25:18).
«Рексона-Сеск» — «Хисамицу Спрингс» 3:1 (25:16, 22:25, 25:16, 25:21).
10 мая
«Вакыфбанк» — «Рексона-Сеск» 3:1 (25:17, 25:15, 20:25, 25:15).
«Динамо» — «Хисамицу Спрингс» 3:0 (25:9, 25:19, 25:20).
12 мая
«Рексона-Сеск» — «Динамо» 3:1 (25:23, 23:25, 25:23, 25:23).
«Вакыфбанк» — «Хисамицу Спрингс» 3:0 (25:17, 25:21, 25:22).

### Группа В
| М | Команда          | 1   | 2   | 3   | 4   | И | В | П | С/П | О |
| - | ---------------- | --- | --- | --- | --- | - | - | - | --- | - |
| 1 | «Волеро»         |     | 3:0 | 3:0 | 3:0 | 3 | 3 | 0 | 9:0 | 9 |
| 2 | «Эджзаджибаши»   | 0:3 |     | 3:1 | 3:0 | 3 | 2 | 1 | 6:3 | 6 |
| 3 | «Нестле-Озаску»  | 0:3 | 1:3 |     | 3:0 | 3 | 1 | 2 | 3:6 | 3 |
| 4 | «НЭК Ред Рокетс» | 0:3 | 0:3 | 0:3 |     | 3 | 0 | 3 | 0:9 | 0 |

9 мая
«Волеро» — «Эджзаджибаши» 3:0 (25:22, 25:20, 26:24).
«Нестле-Озаску» — «НЭК Ред Рокетс» 3:0 (25:11, 25:17, 25:19).
10 мая
«Эджзаджибаши» — «Нестле-Озаску» 3:1 (25:21, 20:25, 25:16, 25:13).
«Волеро» — «НЭК Ред Рокетс» 3:0 (25:23, 25:17, 26:24).
12 мая
«Волеро» — «Нестле-Озаску» 3:0 (27:25, 25:22, 25:18).
«Эджзаджибаши» — «НЭК Ред Рокетс» 3:0 (25:22, 25:22, 25:16).

## Плей-офф за 5—8 места

### Полуфинал
13 мая
 «Динамо» —  «НЭК Ред Рокетс»
3:1 (25:15, 22:25, 25:15, 25:18).
 «Нестле-Озаску» —  «Хисамицу Спрингс»  
3:0 (25:20, 25:21, 25:21).

### Матч за 7-е место
14 мая
 «НЭК Ред Рокетс» —  «Хисамицу Спрингс» 
3:0 (25:16, 25:23, 25:22).

### Матч за 5-е место
14 мая
 «Динамо» —  «Нестле-Озаску» 
3:1 (22:25, 25:19, 27:25, 25:18).

## Плей-офф за 1—4 места

### Полуфинал
13 мая
 «Вакыфбанк» —  «Эджзаджибаши»
3:1 (25:20, 25:23, 23:25, 25:22).
 «Рексона-Сеск» —  «Волеро»  
3:1 (25:13, 25:16, 21:25, 26:24).

### Матч за 3-е место
14 мая
 «Волеро» —  «Эджзаджибаши» 
3:2 (25:22, 25:15, 22:25, 23:25, 15:12).

### Финал
| 14 мая 2017 | \| «Вакыфбанк» (Стамбул) \| 3:0 fivb.org \| «Рексона-Сеск» (Рио-де-Жанейро) \| \| Чжу Тин (19) Кюбра Акман-Чалышкан (3) Лоннеке Слютьес (11) Наз Айдемир-Акйол (2) Кимберли Хилл (13) Милена Рашич (10) Гизем Орге (либеро) Гёзде Кырдар (2) Джансу Озбай Джансу Четин \| Голы \| Габи (9) Жусели (6) Моник (10) Роберта (4) Карол (1) Друссила (8) Фаби (либеро) Майхара (4) Режис Камилла Адан \| | Кобе Kobe Green Arena 1000 зрителей                                                                            |
| Счёт по партиям — 25:19, 25:21, 25:21. Время матча — 1 час 25 минут. Судьи: Лю Цзян, Патрисия Рольф.                                                                                 | | |
| «Вакыфбанк» (Стамбул) | 3:0 fivb.org | «Рексона-Сеск» (Рио-де-Жанейро)                                                                                |
| Чжу Тин (19) Кюбра Акман-Чалышкан (3) Лоннеке Слютьес (11) Наз Айдемир-Акйол (2) Кимберли Хилл (13) Милена Рашич (10) Гизем Орге (либеро) Гёзде Кырдар (2) Джансу Озбай Джансу Четин | Голы | Габи (9) Жусели (6) Моник (10) Роберта (4) Карол (1) Друссила (8) Фаби (либеро) Майхара (4) Режис Камилла Адан |

## Итоги

### Положение команд
| «Вакыфбанк» (Стамбул)           |
| «Рексона-Сеск» (Рио-де-Жанейро) |
| «Волеро» (Цюрих)                |
| 4. «Эджзаджибаши» (Стамбул)     |
| 5. «Динамо» (Москва)            |
| 6. «Нестле-Озаску» (Озаску)     |
| 7. «НЭК Ред Рокетс» (Кавасаки)  |
| 8. «Хисамицу Спрингс» (Кобе)    |

### Призёры
«Вакыфбанк» (Стамбул): Хатидже-Гизем Орге, Гёзде Кырдар, Джансу Озбай, Чжу Тин, Кюбра Акман-Чалышкан, Айше-Мелис Гюркайнак, Айча Айкач, Лоннеке Слютьес, Наз Айдемир, Озгенур Юртдагюлен, Мелис Дурул, Кимберли Хилл, Милена Рашич, Джансу Четин. Главный тренер — Джованни Гуидетти.
  «Рексона-СеСК» (Рио-де-Жанейро): Габриэла Брага Гимарайнс (Габи), Майхара Франсин да Силва (Майхара), Режиане Бидиас (Режис), Жусели Кристина Баррето (Жусели), Камилла Баррето Адан (Камилла Адан), Витория Тринидад Фигейредо (Витория), Моник Мариньо Паван (Моник), Анне Бёйс, Роберта Силва Ратцке (Роберта), Элоиза Перейра (Эло), Фабиана Алвин ди Оливейра (Фаби), Ана Каролина да Силва (Карол), Стефани Кристина Корреа (Стефани), Друсила Андресса Феликс Коста (Друсила). Главный тренер — Бернардиньо.
  «Волеро» (Цюрих): Бояна Живкович, Добриана Рабаджиева, Олеся Рыхлюк, Сильвия Попович, Наталья Мамедова, Ирина Малькова, Ана Антониевич, Мариана Коста, Гизем Карадайы, Кения Каркасес Опон, Екатерина Орлова, Фолуке Акинрадево, Лаура Унтернерер. Главный тренер — Зоран Терзич.

### Индивидуальные призы
| - MVP Чжу Тин («Вакыфбанк») - Лучшая связующая Канамэ Ямагути («НЭК Ред Рокетс») - Лучшие центральные блокирующие Майя Поляк («Динамо») Кюбра Акман-Чалышкан («Вакыфбанк») | - Лучшая диагональная нападающая Тияна Бошкович («Эджзаджибаши») - Лучшие нападающие-доигровщики Чжу Тин («Вакыфбанк») Габриэла Гимарайнс («Рексона-Сеск») - Лучшая либеро Сильвия Попович («Волеро») |